# 武城镇
武城镇，是中华人民共和国山東省德州市武城县下辖的一个乡镇级行政单位。地处武城县中东部，东与平原县恩城镇接壤，南与夏津县毗邻，西与甲马营镇、李家户镇相邻，北与鲁权屯镇、郝王庄镇相连。

## 行政区划
武城镇下辖以下地区：
李庄社区、贾庄社区、大屯社区、后刘社区、河沟社区、董王庄社区、前刘社区、岳觉寺社区、野庄社区、吕庄社区、李善屯社区、见马庄社区、肖河庄社区、尚庄社区、付王庄社区、桃店社区、曹庄社区、史堂社区、南北官社区、马良庄村、辛王庄村、田尔庄村、候王庄村、肖邢王庄村、良生官庄村、马言庄村、孔庄村、东小屯村、西小屯村、张王庄村和丁王庄村。